# Superstar (Pede B sang)
 For alternative betydninger, se Superstar. (Se også artikler, som begynder med Superstar)
"Superstar" er en dansk rapsang af Pede B og Per Vers. Det er den anden single fra Pede B's andet album Stadig Beskidt fra 2008. Sangen har samples fra sangen "Du var superstar" af bandet Flair, der optrådte med den i Dansk Melodi Grand Prix 1978 og var skrevet og komponeret af Peder Kragerup & Lasse Lunderskov. 
Sangen handler om hvordan, man pludselig kommer ind i talentbranchen og begynder at leve et luksusliv og ender med den morale at ingenting varer for evigt. I musikvideoen medvirker skuespilleren Sebastian Jessen, som den succesrige stjerne.
| Musik | Spire Denne musikartikel er en spire som bør udbygges. Du er velkommen til at hjælpe Wikipedia ved at udvide den. |